# Душан Белић
Душан Белић (Панчево, 29. март 1971) српски је бивши фудбалер који је играо на позицији голмана.

## Клупска каријера
Играо је за Хајдук Београд и Динамо Панчево. Године 1997. преселио се у Белгију где је играо за Синт Тројден у Белгијској лиги осам и по година одигравши укупно 224 првенствене утакмице. Са тимом је стигао до финала Купа Белгије 2003. године.
Године 2006. прешао је у Канаду где је играо и био капитен Српских белих орлова код Драгослава Шекуларца. Дебитовао је 19. маја 2006. против ФК Италија шутерси. У својој дебитантској сезони освојио је титулу Интернационалне дивизије и помогао тиму да постигне најбољи резултат у одбрани. Играо је у финалу првенства против Италије шутерса, али су Бели орлови поражени резултатом од 1-0.

## Репрезентативна каријера
Белић је био голман репрезентације Југославије у футсалу која се квалификовала за Светско првенство у футсалу 1992. године, али је Југославији забрањено такмичење због међународних санкција.

## Тренерска каријера
Пре сезоне 2007. године, Белић је био именован за играча-тренера Српских белих орлова, а Синиша Нинковић за помоћног тренера. Средином сезоне, Белић је дао оставку на своју функцију како би прихватио позицију скаута у Словенији. Нинковић је потом унапређен у шефа стручног штаба. Белић је 2020. године именован за спортског директора Динама Панчева.

## Приватни живот
Белић има три сина: Огњена, Луку и Кристијана и има српско и белгијско држављанство.